# Luchthaven Konya
Luchthaven Konya (Turks: Konya Havaalanı) is een civiel-militair vliegveld in de Turkse stad Konya.
Het vliegveld werd geopend in 2000 voor civiele vluchten. Daarvoor werd het gebruikt door de Turkse luchtmacht.

## Locatie
Het vliegveld ligt in het noordoosten van Konya, 18 km van het centrum.
Vervoer naar het centrum van Konya is per taxi en met openbaar vervoer mogelijk.

## Codes
- IATA: KYA
- ICAO: LTAN

## Terminal
- 2.650 m² bruikbaar gebied
- Parkeerruimte voor 278 wagens

## Banen
Het vliegveld beschikt over twee banen van asfalt, elk 3350 meter lang.
Internationale vliegvelden: Luchthaven Adana Sakirpasa · Luchthaven Ankara Esenboga · Luchthaven Antalya · Luchthaven Bodrum Milas · Luchthaven Dalaman · Luchthaven İzmir Adnan Menderes · Luchthaven Istanbul Atatürk · Luchthaven Istanbul Sabiha Gökçen · Istanbul Airport · Luchthaven Kayseri Erkilet · Luchthaven Trabzon
Regionale vliegvelden: Luchthaven Adıyaman · Luchthaven Afyon · Luchthaven Ağrı · Luchthaven Balıkesir · Luchthaven Bandirma · Luchthaven Batman · Luchthaven Çanakkale · Luchthaven Cardak · Luchthaven Carsamba · Luchthaven Corlu · Luchthaven Diyarbakır · Luchthaven Edremit Korfez · Luchthaven Erhac · Luchthaven Elazığ · Luchthaven Erzincan · Luchthaven Erzurum · Luchthaven Eskişehir · Luchthaven Kahramanmaraş · Luchthaven Kapadokya · Luchthaven Kars · Luchthaven Kastamonu · Luchthaven Konya · Luchthaven Mardin · Luchthaven Merzifon · Luchthaven Muş · Luchthaven Oguzeli · Luchthaven Şanlıurfa · Luchthaven Siirt · Luchthaven Sinop · Luchthaven Sivas Nuri Demirağ · Luchthaven Suleyman Demirel · Luchthaven Tokat · Luchthaven Uşak · Luchthaven Van Ferit Melen · Luchthaven Yenisehir